# Ceraspis amoena
Ceraspis amoena är en skalbaggsart som beskrevs av Frey 1962. Ceraspis amoena ingår i släktet Ceraspis och familjen Melolonthidae. Inga underarter finns listade i Catalogue of Life.